# President pro tempore de la Unió de nacions sud-americanes
El president pro tempore de la Unió de nacions sud-americanes és el lloc situat al cap i representant la Unió de nacions sud-americanes (UNASUR). En el moment de les reunions internacionals, les declaracions i opinions concertades de l'organisme supranacional són presentades pel president pro tempore. El càrrec és exercit per a un període d'un any sobre una base temporal del professional per un dels caps d'Estat de cada Estat membre del UNASUR, la successió segueix l'ordre alfabètic. La primera persona en ocupar aquest lloc va ser la presidenta de la República de Xile, Michelle Bachelet, del 23 de maig de 2008 al 10 d'agost de 2009.

## Atribucions
Les atribucions del president pro tempore són:
- Organitzar, convidar els membres i presidir les reunions de la UNASUR.
- Presentar al consell dels ministres d' Afers estrangers el pla anual d'activitats de la UNASUR i l'ordre del dia de les reunions, en coordinació amb el secretari general.
- Representar la UNASUR a les reunions internacionals, amb l'aprovació dels Estats membres
- Signar les declaracions i els acords amb altres Estats o organitzacions, després d'aprovació de les institucions relatives de la UNASUR

També, la presidència pro tempore assumeix l'adreça dels vuit consells executius de l UNASUR:
- el Consell sud-americà a la Salut, CSS (Uruguai)
- el Consell sud-americà al Desenvolupament social, CSDS (Guyana)
- el Consell sud-americà d'Infraestructures i el Pla, COSIPLAN (Brasil)
- el Consell sud-americà de l'Educació, la Cultura, la Ciència, la Tecnologia i la Innovació, COSECCTI, (Equador)
- el Consell sud-americà sobre el Problema del món de les drogues (Bolívia)
- el Consell sud-americà de Defensa, CDS (Perú)
- el Consell sud-americà d'Economia i Finances, CSEF (Argentina)
- el Consell sud-americà d'Energia (Venezuela)

## Llista dels presidents pro tempore de la UNASUR
1. Michelle Bachelet : 23 de maig de 2008 – 10 d'agost de 2009
2. Rafael Correa : 10 d'agost de 2009 – 26 de novembre de 2010
3. Bharrat Jagdeo : 26 de novembre de 2010 - 29 d'octubre de 2011
4. Fernando Lugo : 29 d'octubre de 2011 - 22 de juny de 2012
5. Ollanta Humala : 29 de juny de 2012 - 30 d'agost de 2013
6. Desi Bouterse : 30 d'agost de 2013 - 4 de desembre de 2014
7. José Mujica : 4 de desembre de 2014 - 1 de març 2015
8. Tabaré Vázquez : 1 de març 2015 - 23 d'abril de 2016
9. Nicolás Maduro : 23 d'abril de 2016 - 21 d'abril de 2017
10. Mauricio Macri : 21 d'abril de 2017 - 17 d'abril de 2018
11. Evo Morales : 17 d'abril de 2018 - 16 d'abril de 2019